# Scareware

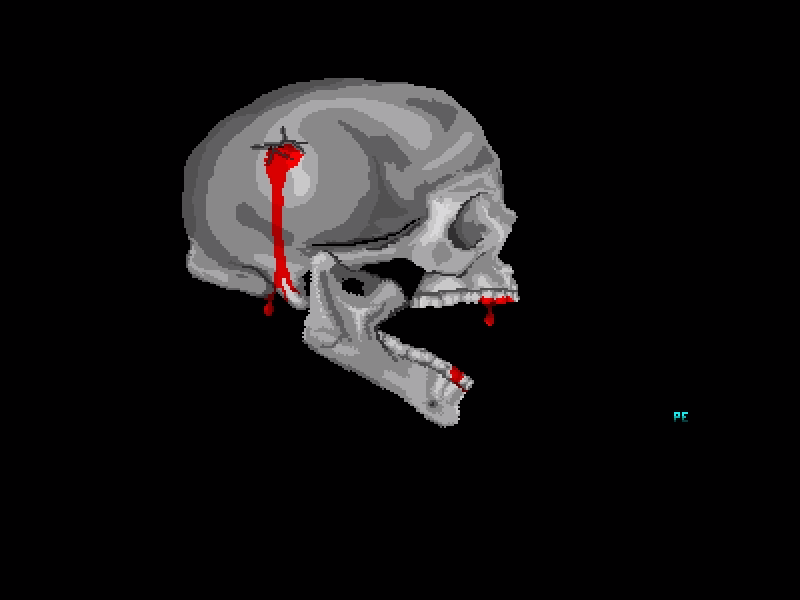
Image affichée par un scareware sur Amiga.

Un scareware ou alarmiciel (litt. « logiciel alarmant ») est une forme de logiciel malveillant qui utilise l'ingénierie sociale pour provoquer le choc, l'anxiété ou la perception d'une menace afin de manipuler les utilisateurs à acheter des logiciels indésirables. Le scareware fait partie d'une classe de logiciels malveillants qui inclut les faux logiciel de sécurité, les logiciels de rançon et d'autres logiciels d'escroquerie qui suggère de payer pour télécharger de faux logiciels pour les supprimer. Habituellement, le logiciel est fictif, non-fonctionnel ou directement malveillant.
Le terme « scareware » peut également s'appliquer à toute application ou logiciel malveillant qui interpelle les utilisateurs avec l'intention de causer de l'anxiété ou de la panique.